# Alba Parietti
Alba Parietti (ur. 2 lipca 1961 w Turynie, Piemont) – włoska aktorka filmowa oraz prezenterka telewizyjna i estradowa.
Początek jej kariery stanowiło pojawienie się w sztuce Oscara Wilde’a pod tytułem Bądźmy poważni na serio w 1977 roku. Chociaż już od 1975 roku występowała w telewizji, to pierwszą znacząca rolę zagrała w 1983 w filmie Sapore di Mare. Oprócz ról, które potem zagrała na uwagę zasługuje udział w komedii Abbronzatissimi z 1991 roku gdzie wcieliła się w postać Aurory.
W 1992 wraz z Pippo Baudo prowadziła Festiwal Piosenki Włoskiej w San Remo.

## Filmografia
- 1983:Czas na miłość (Sapore di Mare)
- 1988: Bye Bye Baby jako Paola
- 1991: Abbronzatissimi jako Aurora
- 1992: Saint Tropez, Saint Tropez jako Misery
- 1998: Rzeźnik (Il Macellaio) jako Alina
- 1998: Paparazzi jako ona sama